# Shachar Sagiv
Shachar Sagiv (hebreiska: שחר שגיב), född 11 oktober 1994, är en israelisk triathlet. Hans bror, Ran Sagiv, är också en triathlet.

## Karriär
I juli 2021 tävlade Sagiv för Israel vid OS i Tokyo, där han slutade på 20:e plats i herrarnas tävling.
I juni 2023 tog Sagiv silver i olympisk distans vid europeiska spelen i Kraków-Małopolska.